# Carlos Alberto Sotelho de Souza
Carlos Alberto Sotelho de Souza (Rio de Janeiro, 19 de junho de 1953), é um ex-futebolista e ex-treinador brasileiro. Como jogador, Carlos Alberto atuava como lateral-direito ou lateral-esquerdo. Carlos Alberto é jogador da equipe FlaMaster do Flamengo.

## Carreira

### Como jogador
Carlos Alberto começou a sua carreira no futebol dentro do Bonsucesso. Defendeu o Vitória do Espírito Santo e voltou ao Bonsucesso. Em 1977, foi jogar no Joinville. O lateral foi Bicampeão estadual em 1978 e 1979, e deixou saudades quando foi vendido para o Flamengo.
| “ | A bola, de tão submissa, parecia conversar com ele. | ” |

No time carioca, ganhou muitos títulos, atuou em 102 jogos com o Manto Sagrado e fez apenas um gol, golaço e importante. Foi na semifinal do Campeonato Brasileiro de 1980 contra o Coritiba, numa grande vitória de virada por 4 a 3 no Maracanã. Uma espetacular arrancada que terminou com um chute forte no ângulo direito do goleiro Moreira. Era o 3 a 2 ainda no primeiro tempo. O time se classificaria para a sua primeira final do Brasileirão contra o grande Atlético Mineiro de Reinaldo. Só não teve mais oportunidades naquela época pois Leandro pedia passagem para viver o seu auge e, infelizmente, uma lesão no joelho o afastou dos gramados por um bom período.
Depois, deixou o Flamengo em 1984 para jogar no Cruzeiro, onde ficou até 1985. Ainda atuou por Portuguesa e Londrina antes de se aposentar dos gramados em 1990.

### Como treinador
Após pendurar as chuteiras, Carlos Alberto comandou Nova Iguaçu, Cabofriense, CFZ-RJ, Portuguesa da Ilha, Bonsucesso, Volta Redonda, Campinense e Nova Cidade. A passagem pelo Nova Cidade, foi para buscar o acesso ao Campeonato Carioca Série B1 2018. Infelizmente o Carlos Alberto, bateu na trave, empatando em casa contra o Futuro Bem Próximo.

## Estatísticas
Até 28 de agosto de 1983.

### Como jogador

#### Clubes
| Clube             | Temporada         | Campeonato nacional | Campeonato nacional | Campeonato estadual[a] | Campeonato estadual[a] | Competições continentais[b] | Competições continentais[b] | Outros torneios[c] | Outros torneios[c] | Total | Total |
| Clube             | Temporada         | Jogos               | Gols                | Jogos                  | Gols                   | Jogos                       | Gols                        | Jogos              | Gols               | Jogos | Gols  |
| ----------------- | ----------------- | ------------------- | ------------------- | ---------------------- | ---------------------- | --------------------------- | --------------------------- | ------------------ | ------------------ | ----- | ----- |
| Flamengo          | 1980              | 13                  | 1                   | 19                     | 0                      | —                           | —                           | 18                 | 0                  | 50    | 1     |
| Flamengo          | 1981              | 18                  | 0                   | 14                     | 0                      | 4                           | 0                           | 6                  | 0                  | 42    | 0     |
| Flamengo          | 1982              | —                   | —                   | —                      | —                      | —                           | —                           | 2                  | 0                  | 2     | 0     |
| Flamengo          | 1983              | —                   | —                   | 6                      | 0                      | —                           | —                           | 2                  | 0                  | 8     | 0     |
| Flamengo          | Total             | 31                  | 1                   | 39                     | 0                      | 4                           | 0                           | 28                 | 0                  | 102   | 1     |
| Total na carreira | Total na carreira | 31                  | 1                   | 39                     | 0                      | 4                           | 0                           | 28                 | 0                  | 102   | 1     |

- a. ^ Jogos do Campeonato Carioca e da Taça Guanabara
- b. ^ Jogos da Copa Libertadores da América
- c. ^ Jogos amistosos

|          | Data                   | Local                                    | Resultado | Adversário       | Gols | Assist. | Competição                           |
| -------- | ---------------------- | ---------------------------------------- | --------- | ---------------- | ---- | ------- | ------------------------------------ |
| Flamengo |                        |                                          |           |                  |      |         |                                      |
|          | 14 de julho de 1981    | Maracanã, Rio de Janeiro, Brasil         | 5–2       | Cerro Porteño    | 0    | 0       | Copa Libertadores da América de 1981 |
|          | 24 de julho de 1981    | Maracanã, Rio de Janeiro, Brasil         | 1–1       | Olimpia          | 0    | 0       | Copa Libertadores da América de 1981 |
|          | 14 de agosto de 1981   | Defensores del Chaco, Assunção, Paraguai | 0–0       | Olimpia          | 0    | 0       | Copa Libertadores da América de 1981 |
|          | 21 de agosto de 1981   | Serra Dourada, Goiânia, Brasil           | 0–0       | Atlético Mineiro | 0    | 0       | Copa Libertadores da América de 1981 |
|          | 15 de setembro de 1981 | Maracanã, Rio de Janeiro, Brasil         | 2–0       | Boca Juniors     | 0    | 0       | Amistoso                             |

## Títulos

### Como jogador
Flamengo
- Campeonato Brasileiro: 1980, 1982 e 1983
- Taça Guanabara: 1980, 1981 e 1982
- Troféu Ramón de Carranza: 1980
- Taça da Raça: 1981
- Copa Libertadores da América: 1981
- Campeonato Carioca: 1981
- Copa Intercontinental: 1981

Joinville
- Campeonato Catarinense: 1978 e 1979